# Anzina carneonivea
Anzina carneonivea är en lavart som först beskrevs av Martino Anzi och som fick sitt nu gällande namn av Christoph Scheidegger. 
Anzina carneonivea ingår i släktet Anzina och familjen Agyriaceae. Arten är reproducerande i Sverige.